# Imagination (Album)
Imagination ist ein Solo-Album des US-amerikanischen Musikers und Songwriters Brian Wilson, das im Juni 1998 erschien. Brian Wilson war Gründungsmitglied und kreativer Kopf der Beach Boys, bei denen er 1988 ausgestiegen war.
Das Album Imagination erschien 1998 auf dem Musiklabel „Giant Records“. Es wurde von Brian Wilson und Joe Thomas produziert.

## Entstehungsgeschichte
1995 hatten sich die Beach Boys mit Brian Wilson, wieder im Studio eingefunden, um unter dem Titel Stars and Stripes Vol. 1 mit einigen Countrygrößen ihre alten Hits neu einzuspielen. Während dieser Aufnahmen lernte Wilson Joe Thomas kennen. Thomas war ehemaliger Wrestler, der gerade versuchte im Musikbusiness Fuß zu fassen. Thomas machte den Vorschlag, gemeinsam mit Wilson ein neues Soloalbum zu erarbeiten und zu produzieren. Brian Wilson war von diesem Vorschlag wenig begeistert. Er hatte mit Freund und Multiinstrumentalist Andy Paley einen perfekten Partner an seiner Seite und wollte an den zahlreichen Songs weiterarbeiten, die er mit Paley geschrieben hatte. Doch gerade diese Songs fand seine Frau und Managerin Melinda Wilson für zu unausgereift. Sie war für eine Zusammenarbeit mit Thomas und schloss mit ihm einen Vertrag ab, der Brian Wilson dazu verpflichtete, mit Joe Thomas zwei Alben zu produzieren. Die Zusammenarbeit begann mit einigen zwanglosen Treffen, bei denen die beiden gemeinsam einige alte Songs spielten. Erst nach ein paar Monaten begannen sie gemeinsam zu komponieren.
Brian und Melinda Wilson verließen Los Angeles. Sie zogen nach St. Charles (Illinois) und kauften sich ein Haus in der Nähe von Thomas, um den beiden Musikern zu ermöglichen, jederzeit zusammenzuarbeiten. Wilson hatte in vergangenen Zeiten sehr oft alleine gearbeitet. Hatte er einen Partner, waren die Rollen klar verteilt – Wilson schrieb die Musik und die Partner (wie Mike Love, Tony Asher, Van Dyke Parks) schrieben die Texte.
Neben Thomas schrieb Wilson mit einigen anderen Songwritern an diesem Album. Neben den neu komponierten Stücken sind Neuaufnahmen von einigen älteren Liedern enthalten. So findet man She Says That She Needs Me. Der Song, der ursprünglich Sherry She Needs Me hieß, war 1965 von Wilson für Glen Campbell geschrieben worden. Dieser entschied sich aber für Guess I Am Dump. Mitte der 1970er schrieb Wilson den Song für ein neues Beach-Boys-Album um, das aber nicht herauskam. In den 1980er Jahren überarbeitete er mit Russ Titelman den Song für sein erstes Soloalbum, aber auch hier gab es keine Veröffentlichung. Erst 1998, als Carole Bayer Sager einen neuen Text schrieb, kam der Song auf das Album. Des Weiteren sind dem Album zwei Neuaufnahmen von Beach Boys-Songs angefügt – Keep an Eye on Summer und Let Him Run Wild. Mit Where Has Love Been? ist auch ein Song aus den Wilson-Paley Sessions enthalten.
Auch plante Brian Wilson, seinen Bruder Carl Wilson am Album mitwirken zu lassen, wozu es jedoch aufgrund seiner Krebserkrankung nicht mehr kam.
Das Stück Lay Down, Burden handelt von dessen Verlust und seiner Mutter Audree, die beide 1998 verstarben.
Als Gast ist Jimmy Buffett auf Sunshine zu hören.

## Kommerzieller Erfolg
Die Single Your Imagination wurde einige Zeit von diversen Radiostationen gespielt, schafft es aber nicht in die Charts.
Obwohl es das bestverkaufte Wilson-Soloprojekt war, erfüllte das Album Wilsons Erwartungen bezüglich des kommerziellen Erfolgs wieder nicht. Das Album erreichte Platz #88 in den US-Billboard-Charts und Platz 30 in den UK-Charts.

## Konzert
1998 versuchten Joe Thomas und Melinda Wilson Brian Wilson zu überreden, das Album „live“ zu präsentieren. Brian Wilson hatte während seiner gesamten Karriere panische Angst vor Auftritten gehabt. In den 1960ern hatte er mehrere Nervenzusammenbrüche. Er wollte zunächst nicht auftreten, ließ sich aber schließlich überreden. Wilson hatte für diesen – wie er selbst sagte – einmaligen Auftritt keine Band. Neben ihm selbst, Joe Thomas und Andy Paley, rief er einige alte Freunde an und bat sie, ihnen zu helfen. Darunter waren z. B. Billy Hinsch (Schwager von Carl Wilson, Mitglied der Beach Boys Session-/u. Touringband). Dazu kam ein Freund von Carl Wilson – Christopher Cross. Auch Beach Boy Bruce Johnston erklärte sich bereit, das Konzert mit Brian Wilson zu absolvieren.

## Titelliste
1. Your Imagination (Brian Wilson / Joe Thomas / S.R Dahl) – 3:38
2. She Says That She Needs Me (Brian Wilson / Russ Titelman / Carole Bayer Sager) – 3:59
3. South America (Brian Wilson / Joe Thomas / Jimmy Buffett) – 3:44
4. Where Has Love Been? (Brian Wilson / Andy Paley / J.D Souther) – 2:17
5. Keep an Eye on Summer (Brian Wilson / Bob Norberg) – 2:48
6. Dream Angel (Brian Wilson / Joe Thomas / Jim Peterik) – 3:21
7. Cry (Brian Wilson) – 4:56
8. Lay Down, Burden (Brian Wilson / Joe Thomas) – 3:44
9. Let Him Run Wild (Brian Wilson / Mike Love) – 2:29
10. Sunshine (Brian Wilson / Joe Thomas) – 3:20
11. Happy Days (Are Here Again) (Brian Wilson) – 4:44